# Bybeana schawalleri
Bybeana schawalleri är en skalbaggsart som beskrevs av Hüdepohl 1996. Bybeana schawalleri ingår i släktet Bybeana och familjen långhorningar.
Artens utbredningsområde är Filippinerna. Inga underarter finns listade.